# Jean Paulhan
Jean Paulhan (Nîmes, 2 dicembre 1884 – Parigi, 9 ottobre 1968) è stato uno scrittore, editore e critico letterario francese.
Fu direttore della Nouvelle Revue Française, la nota rivista francese fondata da André Gide, dal 1925 al 1940 e poi ancora dal 1946 al 1968, quando morì.

## Biografia

### La formazione e l'insegnamento
Figlio del filosofo Frédéric Paulhan, Jean, dopo aver frequentato il liceo classico, studiò Psicologia a Parigi, dove fu allievo di Pierre Janet e Georges Dumas, i due più illustri psicologi francesi dell'epoca. Allo stesso tempo si dedicò con interesse alla Filosofia, appassionandosi, e alle scienze sociali, collaborando con alcune riviste dell'epoca. Appassionato del pensiero anarchico, frequentò molti illustri uomini di cultura con i suoi stessi ideali.
Verso la fine del 1907 partì per il Madagascar, dove lavorò come insegnante di Francese, Latino e successivamente persino Ginnastica al liceo di Antananarivo. Nella colonia francese lesse le brevi poesie dei maggiori poeti di colore all'epoca emergenti, avviando una profonda riflessione sulla vita e sull'esistenza.
Ritornato a Parigi, nel 1910 decise d'iscriversi all'Istituto nazionale di lingua e civiltà orientale per approfondire le sue conoscenze sulle lingue dell'Africa. Tradusse successivamente in Francese delle poesie, che furono pubblicate dall'editore Paul Geuthner e che attirarono l'attenzione del poeta Guillaume Apollinaire.

### Durante i due conflitti mondiali
Durante il Primo conflitto mondiale combatté con il grado di sergente, ma fu sollevato dall'incarico nel 1914, pur avendo dimostrato uno straordinario Patriottismo - di cui non si credeva capace. Profondamente segnato da questa esperienza, iniziò la stesura di una sorta di manuale per preparare la mente stilisticamente alla catastrofe. Questa opera, pubblicata con il titolo di Le Guerrier appliqué, fu accolta con favore dalla critica e più volte elogiata da Alain e da Paul Valéry.
Nel 1919 divenne segretario di Jacques Rivière, il noto direttore della NRF, e iniziò a partecipare alla stesura della rivista pre-surrealista Littérature, iniziando ad apparire come un personaggio importante dell'epoca. Successivamente fu a capo di varie riviste: Commerce, Mesures e Les Cahiers de la Pléiade. Aumentò dunque i contatti con gli scrittori emergenti dell'epoca, alimentando sempre così le sue rubriche. Morto Rivière nel febbraio del 1925, Paulhan divenne il terzo direttore della Nouvelle Revue Française, la prestigiosissima rivista letteraria fondata da André Gide. Sono questi anni di appassionato dibattito culturale sulla Letteratura specialmente.
Dopo che Parigi cadde nelle mani della Germania nazista Paulhan pose le basi spirituali della Resistenza francese, poiché nel giugno del 1940 dissuase tutti i suoi amici a collaborare con Hitler. Durante il Secondo conflitto mondiale fondò la rivista Résistance e poi Les Lettres françaises con Jacques Decour, scrittore e partigiano. Sostenne la fondazione de Les Éditions de Minuit da parte di Jérôme Lindon, che pubblicò clandestinamente Il silenzio del mare di Vercors. Fu poi arrestato dai Tedeschi, ma fu rilasciato grazie all'interessamento di Pierre Drieu La Rochelle e soprattutto di Marcel Jouhandeau che lo salvò da morte certa dopo la denuncia di sua moglie Elise. In merito all'episodio Jouhandeau dichiarerà: “Ciò che amo di più al mondo ha denunciato ciò che amo di più al mondo”. Dovette comunque abbandonare la direzione della NRF.
Nel 1945 ricevette il Gran premio di letteratura dell'Accademia francese per l'insieme delle sue opere.

### Dopo i due conflitti mondiali
Dopo la fine del conflitto conobbe Jean-Paul Sartre, che gli propose di dirigere assieme a lui la rivista I tempi moderni sotto lo pseudonimo di Maast. Nella sua Lettre aux directeurs de la Résistance difese l'opera di Céline – e di altri scrittori accusati di collaborazionismo – dall'epurazione letteraria voluta da Louis Aragon. Fu tra i primi a riabilitare e ripubblicare l'autore del Viaggio al termine della notte.
Nel 1946 riprese la direzione della NRF e prese a lavorare presso l'editore Claude Tchou, incoraggiando la pubblicazione dei romanzi degli scrittori emergenti per avviare la ricostruzione del Paese. Il 24 gennaio 1963 fu eletto con diciassette voti membro dell'Académie française. Morì cinque anni dopo all'età di 84 anni.
A lui Giuseppe Ungaretti dedicò la raccolta Un Grido e Paesaggi (1952).

## Opere
- Les Hain-Tenys Merinas (Geuthner, 1913 poi 2007)
  - trad. Renato Turci, Scritti sugli hain-teny e sui proverbi malgasci, Salerno: Ripostes, 1993
- Le Guerrier appliqué (Sansot, 1917; Gallimard, 1930 poi 2006)
- Jacob Cow le Pirate, ou Si les mots sont des signes (1921)
- Le Pont traversé (1921 poi 2006)
- Expérience du proverbe (1925)
  - trad. Riccardo Campi, Esperienza del proverbio, Bologna: Il capitello del sole, 2000 ISBN 888676314X
- La Guérison sévère (Gallimard, 1925 poi 2006)
- Sur un défaut de la pensée critique (1929)
- Les Hain-Tenys, poésie obscure (1930)
  - trad. Renato Turci, Scritti sugli hain-teny e sui proverbi malgasci, Salerno: Ripostes, 1993
- Entretien sur des faits-divers (Gallimard, 1930 e 1945)
- L'Aveuglette (pubblicato nel 1952)
- Les Fleurs de Tarbes ou La terreur dans les Lettres (Gallimard, 1936 e 1941)
  - trad. Dora Bienaimé, I fiori di Tarbes, ovvero Il terrore nelle lettere, Genova: Marietti, 1989 ISBN 8821173534
- Jacques Decour (scritto nel 1943)
- Aytre qui perd l'habitude (scritto nel 1920, pubblicato 1943, poi 2006)
- Clef de la poésie, qui permet de distinguer le vrai du faux en toute observation, ou Doctrine touchant la rime, le rythme, le vers, le poète et la poésie (Gallimard, 1945)
  - trad. Giovanni Testa, Chiave della poesia, introduzione di Renato Barilli, Salerno: Rumma, 1969
- Félix Fénéon ou Le Critique (Gallimard, 1945 poi Éditions Claire Paulhan, 1998)
- Sept causes célèbres (1946)
- La Métromanie, ou Les dessous de la capitale (1946 poi 2006)
- Braque le Patron (Gallimard, 1946 e 1952)
  - trad. Renato Turci, Braque il maestro, prefazione di Sergio Solmi, Milano: Capriolo, 1984
- Lettre aux membres du C.N.E. (1940)
- Sept nouvelles causes célèbres (1947 poi 2006)
- Guide d'un petit voyage en Suisse (Gallimard, 1947 poi 2006)
  - trad. Giuseppe Merlino, Guida di un piccolo viaggio in Svizzera, Palermo: Sellerio, 1993
- Dernière lettre (1947)
- De la paille e du graine (Gallimard, 1948)
- Le Berger d'Écosse (1948 poi 2006)
- Fautrier l'Enragé (1949)
- Petit-Livre-à-déchirer (1949)
- Trois causes célèbres (1950)
- Les Causes célèbres (Gallimard, 1950 poi 2006)
  - trad. Gianna Manzini, Le cause celebri, introduzione di Luciano Anceschi, Milano: Ed. della meridiana, 1952
- Lettre au médecin (1950 poi 2006)
- Les Gardiens (1951 poi 2006)
- Le Marquis de Sade et sa complice ou Les revanches de la Pudeur (1951)
  - trad. Dora Bienaimé, Scritti inediti sull'opera di Sade, Ravenna: Longo, 1992
- Petite préface à toute critique (Éditions de Minuit, 1951, poi Gallimard, 2009)
  - trad. Dora Bienaimé, Breve introduzione alla critica, Genova: Marietti, 1992 ISBN 882116277X
- Lettre aux directeurs de la Résistance (1952)
- L'Aveuglette (Gallimard, 1952)
- La Preuve par l'étymologie (Éditions de Minuit, 1953; poi Gallimard, 2009)
- Préface à Pauline Réage, Histoire d'O (1954)
  - trad. Andrea D'Anna, in Pauline Réage, Storia di O, introduzione di Jean Paulhan, prefazione di Alberto Moravia, Milano: Bompiani, 1971
- Les Paroles transparentes, avec des lithographies de Georges Braque (1955)
- Le Clair et l'Obscur (1958)
- G. Braque (1958)
- De mauvais sujets, gravures de Marc Chagall (1958 poi 2006)
- Karskaya (1959)
- La dauteuse Justine ou les revanches de la vertu (1959)
  - trad. Emilio Carizzoni, in Donatien Alphonse François de Sade, Le sventure della virtù: Justine, prefazione di Guido Piovene, Milano: SugarCo, 1967 e Milano: Longanesi, 1975
- Lettres (1961)
- L'Art informel. Éloge (Gallimard, 1962)
- Fautrier l'enragé (Gallimard, 1962)
- Progrès en amour assez lents (Gallimard, 1966 poi 2006)
  - trad. Lenti progressi in amore, Genova: Il melangolo, 1992 ISBN 887018157X
- Les incertitudes du language (interviste radiofoniche con Robert Mallet, Gallimard, 1970 e 2002)
- 226 Lettres de Jean Paulhan, Contribution à l'étude du mouvement littéraire en France 1963-1967 (Klincksieck, 1975, lettere a René Étiemble).
- Choix de lettres I 1917-1936, La littérature est une fête (1986)
- Choix de lettres II 1937-1945, Traité des jours sombres (1992)
- Choix de lettres III 1946-1968, Le Don des langues (1996)
- La Vie est pleine de choses redoutables (Seghers; poi Éditions Claire Paulhan, 1990)
- La peinture cubiste (a cura di Jean-Claude Zylberstein, Gallimard, 1990)
- Chroniques de Jean Guérin, 1927-1940, (Éditions des Cendres, 1991)
  - trad. Adriana Crespi Bortolini, La vita è fatta di cose inquietanti: testi autobiografici, introduzione di Giuliano Gramigna, Milano: Mursia, 1991 ISBN 8842510734
- antologia: Il segreto delle parole, a cura di Paolo Bagni, postfazione di Adriano Marchetti, Firenze: Alinea, 1999 ISBN 8881253003 ISBN 8881253208
- Lettres de Madagascar, 1907-1910, Éditions Claire Paulhan, (2007)
- antologia: Tre storie (Le Guerrier appliqué, Lalie, La Guérison sévère), a cura di Francesca Martino, Firenze: Barbès, 2012 ISBN 978-88-6294-245-4
- Œuvres complètes, in corso di stampa presso Gallimard (previsti 7 volumi):
  - I. Récits, a cura di Bernard Baillaud, 2006
  - II. L'art de la contradiction, a cura di Bernard Baillaud, 2009
  - III. Les Fleurs de Tarbes, 2011
- Inoltre è stata raccolta la corrispondenza (in vari "Cahiers" Gallimard) con:
  - Guillaume de Tarde (1904-1920), a cura di Jacqueline Frédéric Paulhan, 1980
  - Francis Ponge (1923-1968, 2 tomi), a cura di Claire Boaretto, 1986
  - André Suarès (1925-1940), a cura di Yves-Alain Favre, 1987
  - Giuseppe Ungaretti (1921-1968), a cura di Jacqueline Paulhan, Luciano Rebay e Jean-Charles Vegliante, 1989
  - Saint-John Perse (1925-1966), a cura di Joëlle Gardes-Tamine, 1991
  - Roger Caillois (1934-1967), a cura di Odile Felgine e Claude-Pierre Perez, 1991
  - Louis Aragon e Elsa Triolet (1920-1964), a cura di Bernard Leuilliot, 1994 (con il titolo Le temps traversé)
  - Monique Saint-Hélier (1941-1955), a cura di José-Flore Tappy, 1995
  - André Gide (1918-1951), a cura di Frédéric Grover e Pierrette Schartenberg-Winter, 1998
  - Marcel Arland (1936-1945), a cura di Jean-Jacques Didier, 2000
    - trad. (parziale) Antonio Gallo, Lettere a Marcel Arland, in «Panta», n. 21, Milano: Bompiani, 2003, pp. 508-12

  - Jean Giono (1928-1963), a cura di Pierre Citron, 2000
  - Jean Dubuffet (1944-1968), a cura di Julien Dieudonné e Marianne Jakobi, 2003
  - Jean Guéhenno (1944-1968), a cura di Anna-Louise Milne, 2004
  - André Pieyre de Mandiargues (1947-1968), a cura di Éric Dussert e Iwona Tokarska-Castant, 2009
  - André Lhote (1919-1961), a cura di Dominique Bermann Martin e Bénédicte Giusti-Savelli, 2009